# Lugar geométrico

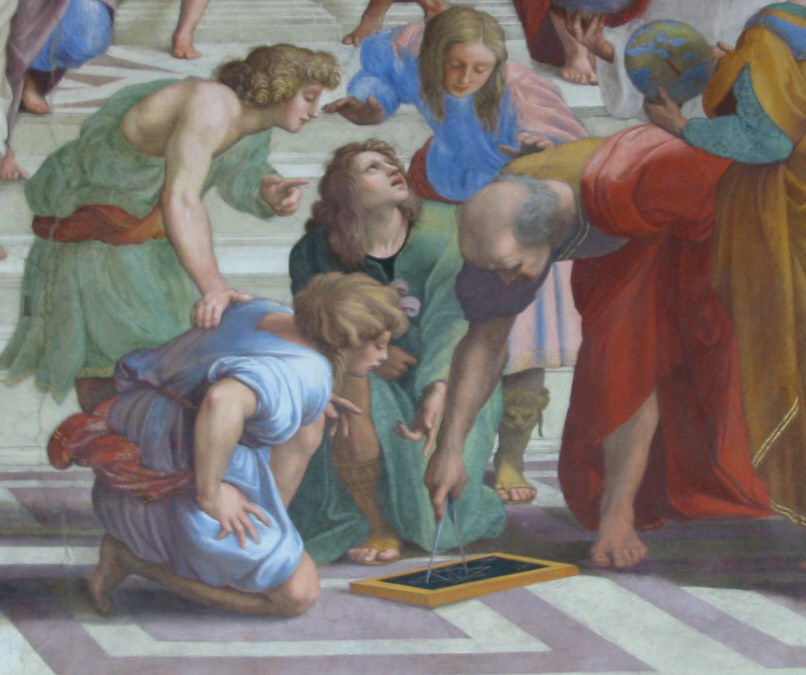
A escola de Atenas de Rafael Saenzio

Na Matemática, Geometria ou Desenho geométrico, um lugar geométrico consiste no conjunto de pontos de um plano que gozam de uma determinada propriedade. Na geometria euclidiana foram previstos os lugares geométricos bidimensionais, mas, por extensão, os pontos do espaço também podem estar sujeitos a uma propriedade matemática, como superfícies esféricas, cilíndricas, elipsoidais entre outras. Assim, os lugares geométricos podem ser dados por retas, curvas e superfícies.

## Circunferência
Lugar geométrico dos pontos que distam uma medida r (raio) de um ponto fixo O (centro). O lugar geométrico tridimensional equivalente é uma superfície esférica de raio r.

## Mediatriz
Lugar geométrico dos pontos que equidistam de dois pontos A e B distintos. O traçado da mediatriz também determina o ponto médio de AB. O lugar geométrico tridimensional equivalente é uma superfície plana, perpendicular ao segmento AB em seu ponto médio, cujos pontos constituintes são equidistantes de A e B.

## Bissetriz
Lugar geométrico dos pontos que equidistam de duas retas concorrentes. Com o traçado da bissetriz o ângulo formado pelas retas é naturalmente dividido ao meio. O lugar geométrico tridimensional equivalente é um plano bissetor, cujos pontos constituintes são equidistantes das retas formadoras do ângulo, exceto no ponto de concorrência.

## Par de retas paralelas
Lugar geométrico dos pontos que distam uma medida d de uma reta. O lugar geométrico tridimensional equivalente é uma superfície cilíndrica de raio d.

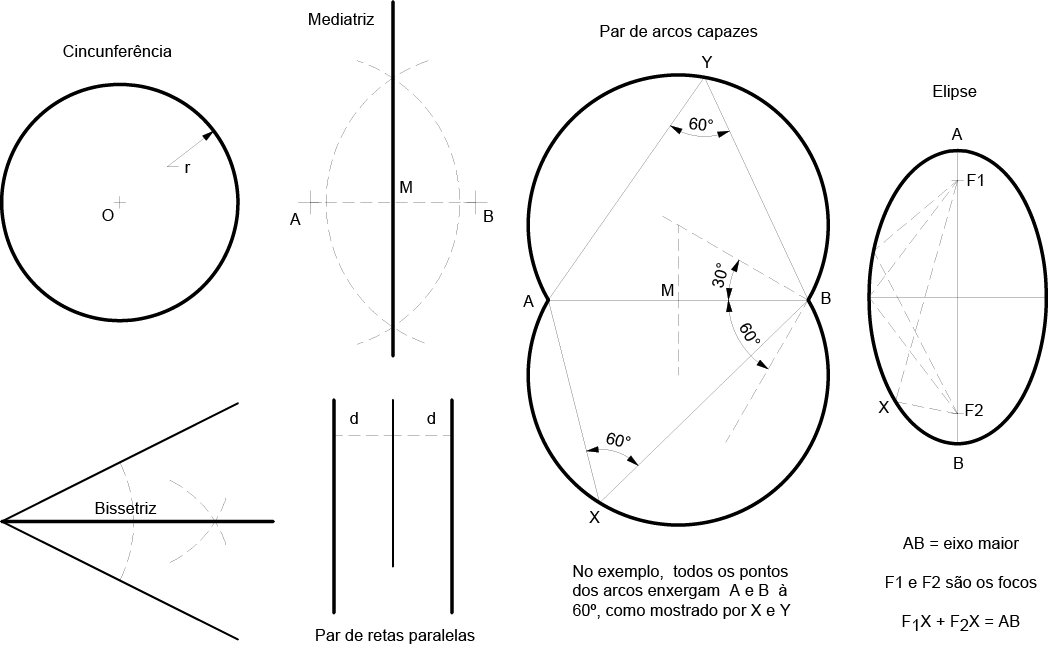
Alguns lugares geométricos.

## Par de arcos capazes
Lugar geométrico dos pontos que "enxergam" um segmento AB num determinado ângulo. O lugar geométrico tridimensional equivalente é a superfície capazoide.

## Elipse
Lugar geométrico dos pontos cujas distâncias somadas a dois pontos fixos (focos) é constante e igual ao eixo maior. O termo foco vem da Astronomia, uma vez que Terra orbita o Sol numa trajetória elíptica, e o mesmo está situado num dos pontos fixos da elipse. O lugar geométrico tridimensional equivalente é uma superfície elipsoide.

## Hipérbole
Lugar geométrico dos pontos coplanares para os quais a diferença das distâncias a dois pontos fixos (chamados de focos) é constante. O lugar geométrico tridimensional equivalente é uma superfície hiperboloide.

## Parábola
Lugar geométrico dos pontos que equidistam de um ponto (foco) e de uma reta (diretriz). O lugar geométrico tridimensional equivalente é uma superfície paraboloide.